# Langwieden
Langwieden – miejscowość i gmina w Niemczech, w kraju związkowym Nadrenia-Palatynat, w powiecie Kaiserslautern, wchodzi w skład gminy związkowej Bruchmühlbach-Miesau.